# Братинац
Братинац је насеље у Србији у општини Пожаревац у Браничевском округу. Према попису из 2022. било је 368 становника.

## Демографија
У насељу Братинац живи 491 пунолетни становник, а просечна старост становништва износи 41,6 година (40,3 код мушкараца и 42,9 код жена). У насељу има 162 домаћинства, а просечан број чланова по домаћинству је 3,88.
Ово насеље је великим делом насељено Србима (према попису из 2002. године), а у последња три пописа, примећен је пад у броју становника.
|  |

| Демографија | Демографија | Демографија |
| Година      | Становника  | Становника  |
| ----------- | ----------- | ----------- |
| 1948.       | 820         |             |
| 1953.       | 832         |             |
| 1961.       | 850         |             |
| 1971.       | 865         |             |
| 1981.       | 859         |             |
| 1991.       | 776         | 688         |
| 2002.       | 629         | 781         |
| 2011.       | 462         |             |

| Етнички састав према попису из 2002.‍ | Етнички састав према попису из 2002.‍ | Етнички састав према попису из 2002.‍ | Етнички састав према попису из 2002.‍ | Етнички састав према попису из 2002.‍ |
| ------------------------------------ | ------------------------------------ | ------------------------------------ | ------------------------------------ | ------------------------------------ |
|                                      |                                      |                                      |                                      |                                      |
| Срби                                 | Срби                                 |                                      | 623                                  | 99,04%                               |
| Македонци                            | Македонци                            |                                      | 2                                    | 0,31%                                |
| Румуни                               | Румуни                               |                                      | 1                                    | 0,15%                                |
| непознато                            | непознато                            |                                      | 2                                    | 0,31%                                |

| Година пописа     | 1948. | 1953. | 1961. | 1971. | 1981. | 1991. | 2002. |
| ----------------- | ----- | ----- | ----- | ----- | ----- | ----- | ----- |
| Број домаћинстава | 182   | 183   | 180   | 176   | 177   | 165   | 162   |

| Број чланова      | 1  | 2  | 3  | 4  | 5  | 6  | 7 | 8 | 9 | 10 и више | Просек |
| ----------------- | -- | -- | -- | -- | -- | -- | - | - | - | --------- | ------ |
| Број домаћинстава | 23 | 25 | 24 | 26 | 31 | 16 | 9 | 6 | 2 | 0         | 3,88   |

| Пол    | Укупно | Неожењен/Неудата | Ожењен/Удата | Удовац/Удовица | Разведен/Разведена | Непознато |
| ------ | ------ | ---------------- | ------------ | -------------- | ------------------ | --------- |
| Мушки  | 240    | 42               | 168          | 23             | 5                  | 2         |
| Женски | 272    | 27               | 175          | 60             | 10                 | 0         |
| УКУПНО | 512    | 69               | 343          | 83             | 15                 | 2         |

| Пол    | Укупно                    | Пољопривреда, лов и шумарство | Рибарство                            | Вађење руде и камена | Прерађивачка индустрија       |
| ------ | ------------------------- | ----------------------------- | ------------------------------------ | -------------------- | ----------------------------- |
| Мушки  | 129                       | 55                            | 0                                    | 11                   | 23                            |
| Женски | 94                        | 65                            | 0                                    | 1                    | 10                            |
| УКУПНО | 223                       | 120                           | 0                                    | 12                   | 33                            |
| Пол    | Производња и снабдевање   | Грађевинарство                | Трговина                             | Хотели и ресторани   | Саобраћај, складиштење и везе |
| Мушки  | 6                         | 4                             | 12                                   | 3                    | 8                             |
| Женски | 0                         | 0                             | 8                                    | 1                    | 0                             |
| УКУПНО | 6                         | 4                             | 20                                   | 4                    | 8                             |
| Пол    | Финансијско посредовање   | Некретнине                    | Државна управа и одбрана             | Образовање           | Здравствени и социјални рад   |
| Мушки  | 0                         | 0                             | 1                                    | 2                    | 1                             |
| Женски | 0                         | 0                             | 2                                    | 2                    | 5                             |
| УКУПНО | 0                         | 0                             | 3                                    | 4                    | 6                             |
| Пол    | Остале услужне активности | Приватна домаћинства          | Екстериторијалне организације и тела | Непознато            | Непознато                     |
| Мушки  | 1                         | 0                             | 0                                    | 2                    | 2                             |
| Женски | 0                         | 0                             | 0                                    | 0                    | 0                             |
| УКУПНО | 1                         | 0                             | 0                                    | 2                    | 2                             |

## Галерија 2022. година
- Улица
- Уличица
- Кућа поред пута
- Кућа поре пута